# Dennis Scott
Dennis Eugene Scott (Hagerstown, Maryland, 5 de septiembre de 1968) es un exjugador de baloncesto estadounidense que jugó durante diez temporadas en la NBA en la década de los 90. Con 2,02 metros de altura, jugaba en la posición de escolta.

## Trayectoria deportiva

### Universidad
Jugó durante 3 temporadas con los Yellow Jackets de la Universidad de Georgia Tech, con una brillante trayectoria, sobre todo en su última campaña, en la cual promedió 27,7 puntos y 6,6 rebotes, llevando a su equipo a la disputa de la Final Four de la NCAA junto a su compañero Kenny Anderson. Ganó el premio al mejor jugador del año de la ACC, su conferencia, e hizo que sus opciones de un buen puesto en el Draft de la NBA aumentaran. En los tres años promedió 21,4 puntos, 5,3 rebotes y 2,9 asistencias por partido.

### Profesional
Fue elegido en la cuarta posición del Draft de la NBA de 1990 por Orlando Magic, donde rápidamente se hizo con el puesto de titular, firmando una gran campaña, con 15,7 puntos y 2,9 rebotes por partido, lo que hizo que fuera incluido en el mejor quinteto de rookies de ese año. Hasta la llegada de Shaquille O'Neal al equipo, fue, junto a Nick Anderson, uno de los máximos anotadores del equipo. Se ganó el apodo de 3D por la facilidad anotando tiros de tres puntos, como lo demostró en la temporada 1995-96, cuando fue el máximo anotador de la liga desde más allá de la línea de 3, con 267 canastas conseguidas. También consiguió el récord de la NBA de más triples anotados en un partido, con 11, que años más tarde superaría Kobe Bryant con 12.
Tras 7 temporadas en Orlando, inició una peregrinación por los equipos de la liga, que le llevó a jugar en 5 equipos diferentes durante sus siguientes 3 temporadas, las últimas de su carrera profesional. Tras 10 años, se retiró con unos promedios de 12,9 puntos y 2,9 rebotes.

## Estadísticas de su carrera en la NBA

### Temporada regular
| Año       | Equipo    | PJ  | PT  | MPP  | %TC  | %3P  | %TL  | RPP | APP | ROB | TPP | PPP  |
| --------- | --------- | --- | --- | ---- | ---- | ---- | ---- | --- | --- | --- | --- | ---- |
| 1990-91   | Orlando   | 82  | 73  | 28.5 | .425 | .374 | .750 | 2.9 | 1.6 | 0.8 | .3  | 15.7 |
| 1991-92   | Orlando   | 18  | 15  | 33.8 | .402 | .326 | .901 | 3.7 | 1.9 | 1.1 | .5  | 19.9 |
| 1992-93   | Orlando   | 54  | 43  | 32.6 | .431 | .403 | .786 | 3.4 | 2.5 | 1.1 | .3  | 15.9 |
| 1993-94   | Orlando   | 82  | 37  | 27.8 | .405 | .399 | .774 | 2.7 | 2.6 | 1.0 | .4  | 12.8 |
| 1994-95   | Orlando   | 62  | 10  | 24.2 | .439 | .426 | .754 | 2.4 | 2.1 | 0.7 | .2  | 12.9 |
| 1995-96   | Orlando   | 82  | 82  | 37.1 | .440 | .425 | .820 | 3.8 | 3.0 | 1.1 | .4  | 17.5 |
| 1996-97   | Orlando   | 66  | 62  | 32.8 | .398 | .394 | .792 | 3.1 | 2.1 | 1.1 | .3  | 12.5 |
| 1997-98   | Dallas    | 52  | 42  | 34.6 | .387 | .344 | .822 | 3.8 | 2.5 | 0.8 | .6  | 13.6 |
| 1997-98   | Phoenix   | 29  | 3   | 17.0 | .438 | .449 | .667 | 1.7 | 0.8 | 0.3 | .2  | 6.2  |
| 1998-99   | New York  | 15  | 0   | 13.7 | .304 | .276 | .250 | 1.3 | 0.5 | 0.2 | .1  | 2.9  |
| 1998-99   | Minnesota | 21  | 9   | 25.3 | .446 | .426 | .815 | 1.8 | 1.5 | 0.6 | .1  | 9.1  |
| 1999-2000 | Vancouver | 66  | 0   | 19.1 | .375 | .376 | .842 | 1.6 | 1.0 | 0.4 | .1  | 5.6  |
| total     | total     | 629 | 376 | 28.6 | .417 | .397 | .793 | 2.8 | 2.1 | 0.8 | .3  | 12.9 |

### Playoffs
| Año   | Equipo  | PJ | PT | MPP  | %TC  | %3P  | %TL  | RPP | APP | ROB | TPP | PPP  |
| ----- | ------- | -- | -- | ---- | ---- | ---- | ---- | --- | --- | --- | --- | ---- |
| 1994  | Orlando | 3  | 3  | 33.0 | .341 | .318 | .800 | 2.0 | 1.0 | 0.7 | 1.0 | 14.3 |
| 1995  | Orlando | 21 | 15 | 35.5 | .413 | .371 | .850 | 3.0 | 2.1 | 1.0 | .2  | 14.7 |
| 1996  | Orlando | 12 | 12 | 37.2 | .414 | .377 | .636 | 3.6 | 1.9 | 0.8 | .1  | 11.3 |
| 1997  | Orlando | 5  | 1  | 18.8 | .261 | .273 | .000 | 1.8 | 1.0 | 0.4 | .0  | 3.0  |
| 1998  | Phoenix | 4  | 0  | 15.5 | .412 | .375 | .000 | 2.0 | 0.3 | 0.3 | .0  | 4.3  |
| Total | Total   | 45 | 31 | 32.2 | .399 | .364 | .778 | 2.9 | 1.7 | 0.8 | .2  | 11.5 |